# Zasłonak bagienny

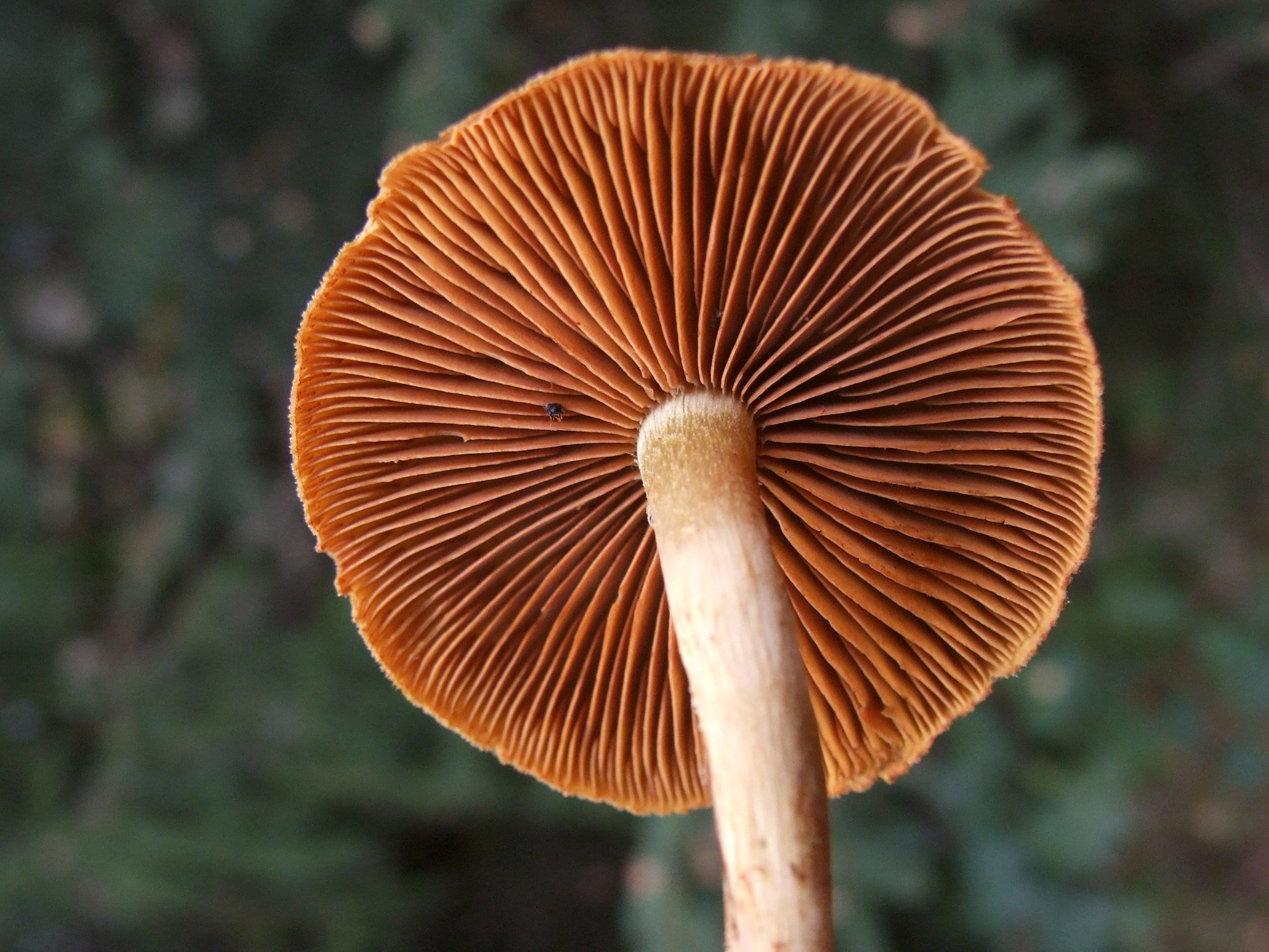

Zasłonak bagienny (Cortinarius uliginosus Berk.) – gatunek grzybów należący do rodziny zasłonakowatych (Cortinariaceae).

## Systematyka i nazewnictwo
Pozycja w klasyfikacji według Index Fungorum: Cortinarius, Cortinariaceae, Agaricales, Agaricomycetidae, Agaricomycetes, Agaricomycotina, Basidiomycota, Fungi.
Po raz pierwszy opisał go Miles Joseph Berkeley w 1838 r. na ziemi, wśród mchów w Anglii. Podał holotyp. Niektóre synonimy:
- Cortinarius concinnus P. Karst. 1878
- Cortinarius queletii Bataille
- Cortinarius uliginosus f. luteus (Gabriel & Lamoure) Høil. 1984
- Cortinarius uliginosus f. obtusus (J.E. Lange) Nespiak 1975
- Cortinarius uliginosus var. luteus Gabriel & Lamoure 1965
- Cortinarius uliginosus var. obtusus J.E. Lange 1940
- Dermocybe concinna (P. Karst.) M.M. Moser, in Gams 1953
- Dermocybe uliginosa (Berk.) M.M. Moser 1974

Nazwę polską podał Andrzej Nespiak w 1975 r.

## Morfologia
Kapelusz
Średnica 4–12 cm, za młodu półkulisty, potem wypukły, z czasem staje się rozpostarty. Na środku tępy garb. Kolor żywo miedzianoczerwony, przy brzegu nieco złoty. Powierzchnia matowa, jedwabista, pilśniowa, pokryta przylegającymi włókienkami. Brzeg tępy i gładki.
Blaszki
Szerokie i wybrzuszone na środku, do trzonu przyrośnięte szeroko. U młodych okazów mają kolor od ochrowego do żółtopomarańczowego, u starszych są rdzawobrązowe.
Trzon
Wysokość 4–7 cm, grubość 3–5 mm. Jest walcowaty, u młodych okazów pełny, potem pusty. W górnej części jest jasnożółty, w środkowej żółtopomarańczowy, w dolnej pomarańczowobrązowy. Na jego powierzchni występują czerwonawe włókienka zasnówki.
Miąższ
Zasłonak bagienny należy do sekcji Dermocybe, która charakteryzuje się występowaniem w miąższu specyficznych barwników. Miąższ jest mięsisty, jasny, brudnożółty, o słabym zapachu rzodkwi i nieokreślonym smaku.
Wysyp zarodników
Rdzawy.
Gatunki podobne
Jest wiele podobnych gatunków zasłonaków. Najważniejszym kryterium przy ich rozróżnianiu jest kolor blaszek młodych okazów (u zasłonaka bagiennego są żółte). Starszych okazów różnych gatunków na ogół nie da się morfologicznie rozróżnić. Pomocne przy odróżnieniu tego gatunku jest również miejsce występowania i żywomiedzianoczerwony kolor kapelusza.

## Występowanie i siedlisko
W Europie Środkowej jest rzadki. W Polsce podano wiele stanowisk. Najbardziej aktualne stanowiska podaje internetowy atlas grzybów. Znajduje się w nim na liście gatunków zagrożonych i wartych objęcia ochroną.
Naziemny grzyb mykoryzowy. Występuje w lasach i zaroślach, zarówno na nizinach, jak i w górach. Rośnie głównie w miejscach wilgotnych; wśród kęp mchu torfowca, pod olchami i wierzbami.

## Znaczenie
Grzyb trujący. Wywołuje zaburzenia żołądkowo-jelitowe. W Skandynawii jego owocniki wykorzystywano dawniej do farbowania wełny.